# 유리 트루트네프

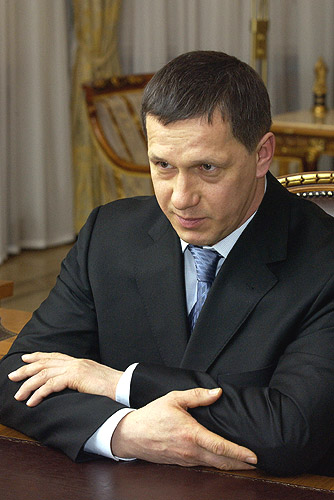
유리 트루트네프

유리 페트로비치 트루트네프(러시아어: Юрий Петрович Трутнев, 문화어: 유리 뜨루뜨네브, 1956년 3월 1일, 러시아 소비에트 사회주의 연방 공화국, 몰로토프 주, 도브랸스키 도시 지구, 폴라즈나 ~)는 러시아의 정치인이다. 2004년부터 2012년까지 러시아 연방 천연자원부 장관을 지냈으며, 이후 러시아 연방 대통령 보좌관을 거쳐 2013년부터 현재까지 러시아 연방 부총리 겸 극동연방지구 러시아 연방 대통령 전권대표를 맡고 있다.
| 전임 빅토르 이샤예프 | 극동연방지구 러시아 연방 대통령 전권대표 2013년-현재 | 후임 현직 |